# Morchella elata
Morchella elata es una especie de hongo de la familia Morchellaceae. Es una de las muchas especies relacionadas comúnmente conocidas como morillas negras o colmenillas; hasta 2012 el nombre M. elata se aplicó ampliamente a las morillas negras en todo el mundo. Como la mayoría de los miembros del género, M. elata es un hongo comestible popular y es buscado por muchos colectores de hongos.

## Taxonomía y filogenia
Los cuerpos fructíferos de las especies de Morchella, incluyendo M. elata, son altamente polimórficos en apariencia, exhibiendo variaciones en forma, color y tamaño; esto ha contribuido a las incertidumbres en cuanto a la taxonomía. La discriminación entre las diversas especies se complica por la incertidumbre sobre cuáles son las especies realmente distintas desde el punto de vista biológico. Los buscadores de hongos se refieren a ellas por su color, ya que las especies son muy similares en apariencia y varían considerablemente dentro de las especies y la edad del individuo.
Los primeros análisis filogenéticos apoyaron la hipótesis de que el género comprende sólo unas pocas especies con una considerable variación fenotípica. Sin embargo, trabajos más recientes de ADN han revelado más de una docena de grupos distintos de morillas en América del Norte y más de 60 en todo el mundo. Un extenso estudio de ADN mostró tres clados discretos, o grupos genéticos, consistentes en las morillas negras (Morchella elata y otras), las morillas amarillas (Morchella esculenta y otras), y las morillas blancas (Morchella rufobrunnea y Morchella anatolica). Las especies del clado Elata (también llamadas Distantes), se caracterizan por el oscurecimiento gradual de sus crestas estériles al alcanzar la madurez, con la excepción de Morchella tridentina (=Morchella frustrata), que tiene crestas persistentemente pálidas. Dentro de los clados negro y amarillo, hay docenas de especies individuales, muchas de ellas endémicas de continentes o regiones individuales. Esta visión rica en especies está respaldada por estudios en América del Norte, Europa Occidental, Turquía, Israel, los Himalaya y China.
El nombre científico Morchella elata fue propuesto por Elias Magnus Fries de Europa en 1822. El análisis de ADN en 2011 ha demostrado que las morillas negras norteamericanas son en gran medida distintas de las especies europeas, por lo que el uso del nombre M. elata se limita a Europa. En 2012, Kuo et al. proporcionaron nombres para muchas de las morillas negras norteamericanas que podrían haber sido denominadas M. elata en el pasado. Sin embargo, en un estudio posterior de Richard y otros (2014) que propone una taxonomía unificada para el género, se sugiere que la descripción original de Fries de Morchella elata puede corresponder al linaje filogenético Mel-10, que desde entonces se ha descrito desde América del Norte como Morchella importuna, pero que posteriormente se demostró que tenía una distribución transcontinental generalizada.
La variedad M. elata var. purpurescens, caracterizada por los matices de color púrpura o rosa de sus ascocárpodos, se considera ahora que pertenece a un linaje filogenéticamente distinto (Richard et al. 2014).
|  | Este de América del norte - M. angusticeps - M. septentrionalis | Oeste de América del norte - M. brunnea - M. capitata - M. importuna - M. septimelata | - M. sextelata - M. snyderi - M. tomentosa |

## Descripción

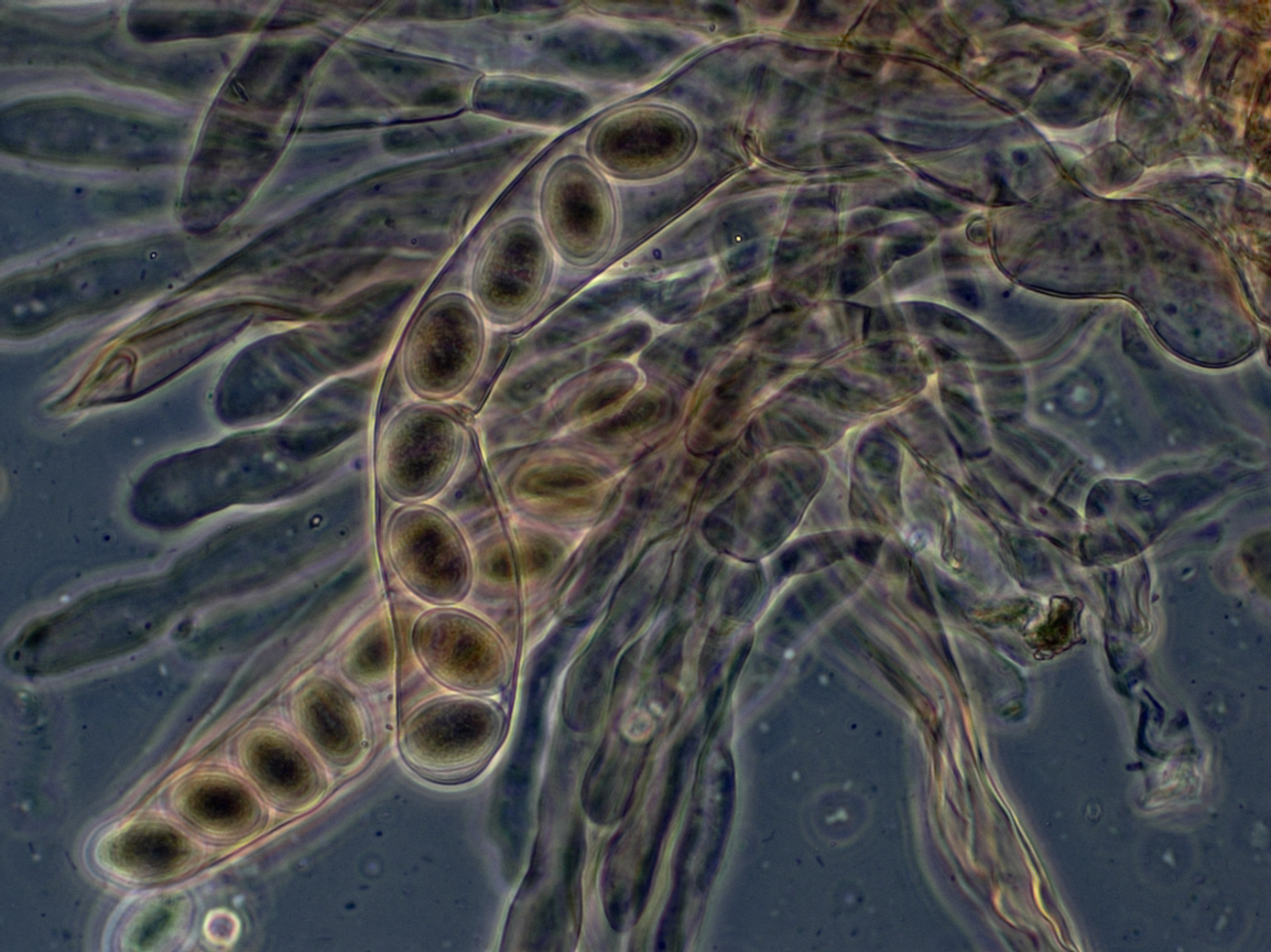
Morchella vista con un microscopio de contraste de fase

La Morchella elata tiene ascos operculados (es decir, ascos que se abren por una tapa apical para descargar las esporas). Además tiene ascosporas hialinas unicelulares con gotas de aceite polar.
A pesar de que a lo largo de los años existen muchas interpretaciones de M. elata, la mayoría de los autores están de acuerdo en que el concepto original de Fries se refiere a una especie con ascocardos cónicos oscuros y crestas verticales más o menos paralelas, con crestas horizontales de interconexión dispuestas en forma de "escalera".
Es una especie comestible, aunque como otras morillas, algunos individuos pueden ser alérgicos a ella. Debe ser cocinada antes de ser comida.

## Ecología y distribución

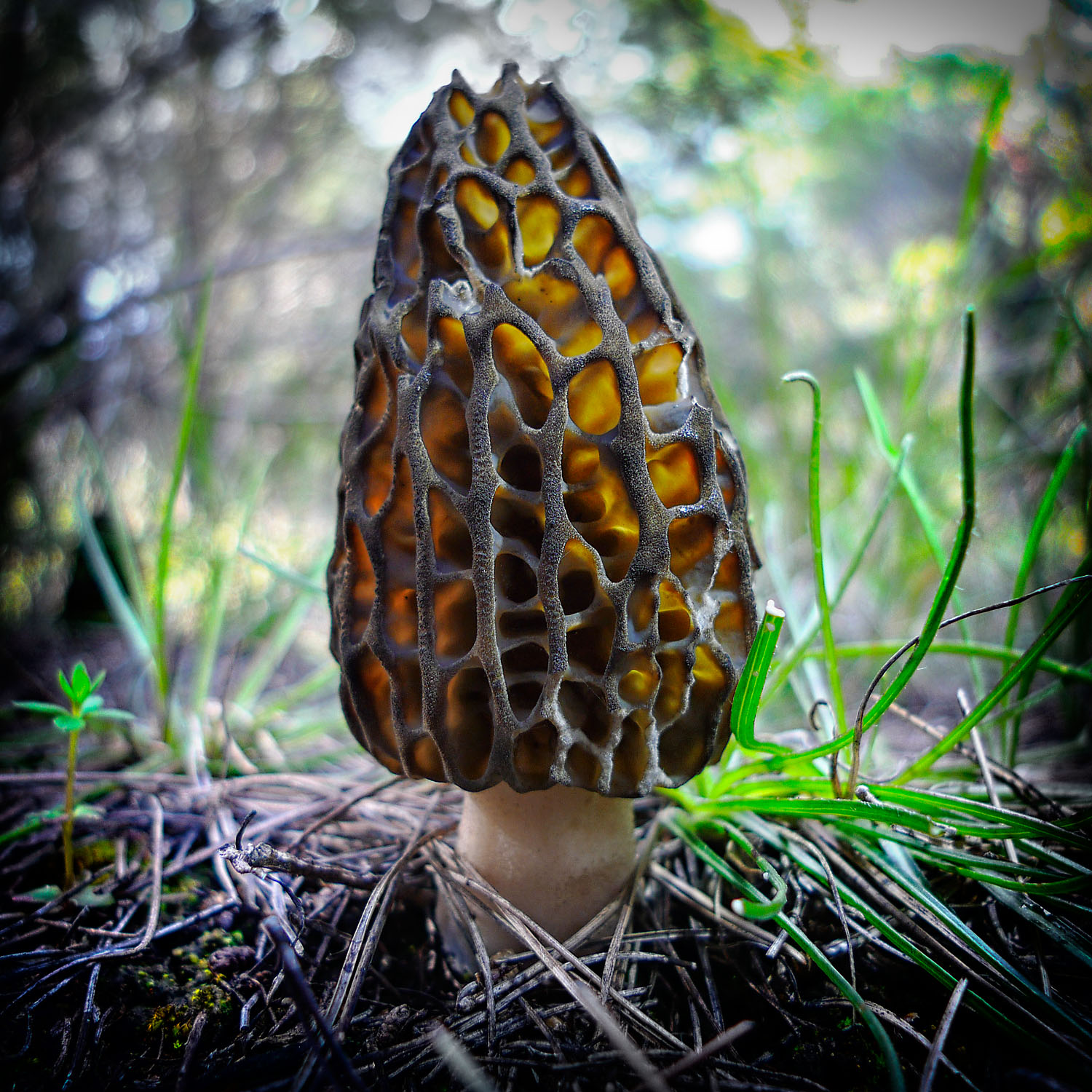
Morchela elata var. purpurascens, Monte Parnitha

Morchella elata fructifica durante la primavera en el suelo. La descripción original de Fries, que se basaba en una recolección en un bosque de abetos de Suecia, la calificaba de rara: "In silvis abiegnis, praecipue locis humidis adustis, raro". Sin embargo, dado que la verdadera identidad de M. elata aún no está totalmente aclarada, sus preferencias ecológicas exactas y su distribución siguen sin estar claras. 

## Toxicidad
Las colmenillas contienen pequeñas cantidades de toxinas de hidracina o una toxina desconocida que se destruyen con la cocción, (la presencia de hidracina es controvertida ya que no hay referencias primarias de que se haya detectado hidracina en la especie), por lo que las colmenillas nunca deben comerse crudas Se ha informado de que incluso las colmenillas cocidas pueden causar a veces síntomas leves de intoxicación cuando se consumen con alcohol.